# 前田利興
前田 利興（まえだ としおき）は、越中富山藩の第3代藩主。

## 生涯
延宝6年（1678年）5月27日、第2代藩主・前田正甫の次男として富山で生まれる。宝永3年（1706年）に父が死去したため、家督を相続する。藩主となってから財政再建を主とした藩政改革に着手し、60名の藩士のリストラ、年貢連帯責任制の強化、奢侈禁止令の実施、タバコ・醤油などの流通統制などを行なったが、正徳3年（1713年）の増上寺の手伝い普請をはじめ、正徳4年（1714年）の富山城本丸の焼失、享保8年（1723年）の富山城石垣普請などの出費で1万7000石の借財を作るなどしたことから、効果はなかった。
享保9年（1724年）に、土蔵に籠居するなどの行動をとったため藩内が動揺し、隠居の上で家督を実弟で養子の利隆に譲ることとなった。享保18年（1733年）5月19日に死去した。享年56。
富山の名産として知られる鱒寿司は、利興が家臣の吉村新八から献上されたものを、将軍徳川吉宗に献上したのが起源であると伝承されている。また、利興は将棋を愛好したようであり、『将棊図彙考鑑』に初段として掲載されている。

## 系譜
- 父：前田正甫
- 母：須磨 - 加藤氏
- 正室：富紀 - 前田利直の娘
- 側室：木村氏
  - 男子：亀千代
- 養子
  - 男子：前田利隆 - 実弟